# Ковачев, Стилиян
Стилиян Ковачев (28 февраля 1860, Ямбол, Османская империя — 11 июля 1939, София, Третье Болгарское царство) — болгарский военный и государственный деятель, генерал от инфантерии (1936), военный министр (Министр войны) Болгарии (1913). Почётный гражданин города Гоце-Делчев.

## Биография

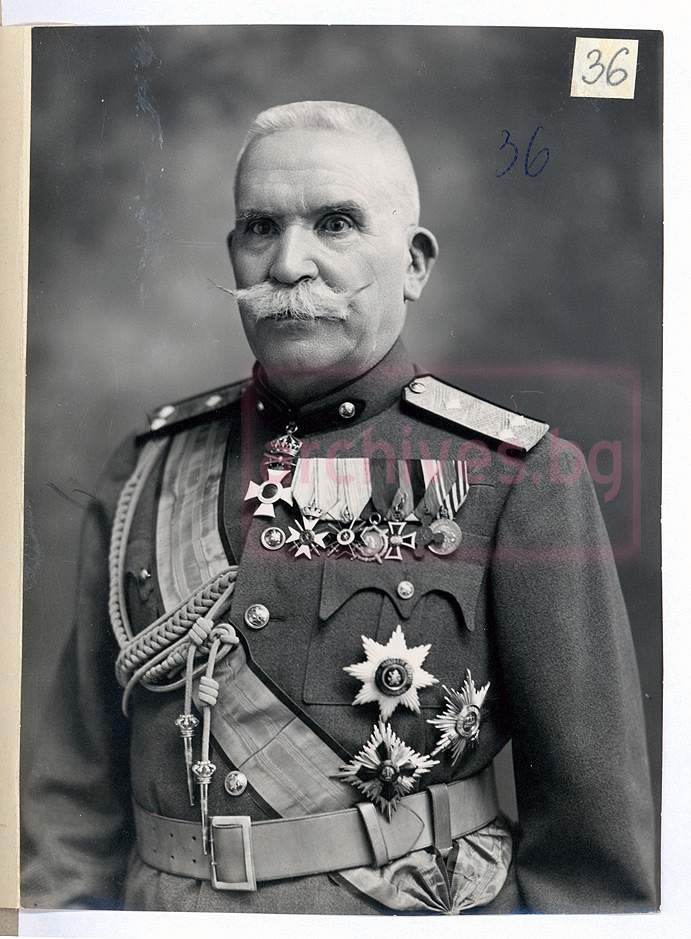
Генерал Стилиян Ковачев

В юности вступил в Ямбольский революционный комитет. Во время Апрельского восстания 1876 года принимал участие в боях, но после подавления его турецкими войсками, избежал ареста. После создания Болгарского княжества, жил в Румелии, где учился на педагогических курсах в Пловдиве. В 1879 году окончил Софийское военное училище (сейчас Национальный военный университет имени Васила Левского), после которого был назначен командиром одного из подразделений учебной дружины Восточнорумельской милиции.
В 1882—1883 годах учился в Российской империи, но вскоре вернулся на родину по болезни. Тогда же снова поступил в состав Восточнорумельской милиции. В 1885 году рота Ковачева была направлена в Родопские горы, где участвовала в акции мести против турецких и греческих диверсионных отрядов, терроризировавших болгарское население края.
Во время Сербско-болгарской войны 1885 года отличился в боях под Сливницей, за Цариброд и Пирот.
После войны был начальником канцелярии Министерства обороны Болгарии (1886—1894). С 1894 по 1905 последовательно командовал полком, бригадой, в 1905—1909 г. — 4-й пехотной дивизией.
В начале Первой Балканской войны командовал 2-й пехотной Тракийской дивизией, совершил наступление от Пловдива в сторону Западной Фракии. После успеха этой операции был назначен командующим новосформированной IV-ой болгарской армией. В этой должности успешно провел оборонительные операции при Булаире и отразил вражеский десант при Шаркей.
В начале Второй Балканской войны 1913 г., был назначен Министром обороны Болгарии. Однако портфеля так и не получил — остался на фронте руководить IV-ой армией. Из-за несогласия с политикой царя Фердинанда I, генерал Ковачев был отстранён от командования армией, а 27 августа уволен в запас. Однако самой важной причиной отстранения историки считают неадекватное поведение генерала во время стратегической Брегальницкой битвы, когда Ковачев самостоятельно отдал приказ отступать, не получив соответствующего распоряжения из Генерального Штаба армии.
После вступления Болгарии в Первую мировую войну был мобилизован в штаб Второй дивизионной области, а с 1916 — начальником Главного тылового управления Болгарской армии. 15 августа 1917 года возведён в чин генерал-лейтенанта.
Автор трудов:
- Учебник по ръчно оръжие. 1894.
- Учебник по полска фортификация. 1894.
- Военни съобщения. Ч. I—III. 1920—1926.
- Паметна пионерска книжка. 1921.
- Строително изкуство. Ч. I—III. 1921—1927.